# Zaandammerpolder
De Zaandammerpolder is een van de vanaf 1872 drooggemaakte IJpolders langs het Noordzeekanaal. De polder wordt aan de noordzijde begrensd door de Noorder IJdijk. Aan de westzijde wordt de polder begrensd door Zijkanaal E, dat de verbinding vormt tussen de Westzaner-Overtoom en het Noordzeekanaal en aan de oostzijde door de Nieuwe Zeehaven van Zaandam. Voordat deze in 1911 werd gegraven was de spoorlijn Zaandam – Hembrug – Amsterdam de oostelijke begrenzing van de polder.
Tot eind 20e eeuw had de polder een agrarisch karakter. Tegenwoordig is de gehele polder ingericht als bedrijventerreinen Westerspoor in Zaandam.
Aan de zuidkant van de polder loopt langs de kanaaldijk de weg met de naam Kanaalkade (s150).